# Курсаково
Курсаково — посёлок, центр сельского поселения Ядроминское городского округа Истра Московской области. Население — 1577 чел. (2010). В посёлке действует средняя школа, детский сад, библиотека, фельдшерско-акушерский пункт.
Курсаково расположено в 17 км к западу от райцентра Истра, высота над уровнем моря 213 м. В посёлке расположена железнодорожная платформа Рижского направления Курсаковская.
В 1994—2006 годах Курсаково — центр Ядроминского сельского округа.

## Население
| 2002 | 2006  | 2010  |
| ---- | ----- | ----- |
| 1384 | ↗1389 | ↗1577 |